# Оффермен (Джорджія)
Оффермен (англ. Offerman) — місто (англ. city) в США, в окрузі Пієрс штату Джорджія. Населення — 450 осіб (2020).

## Географія
Оффермен розташований за координатами 31°24′32″ пн. ш. 82°6′48″ зх. д. / 31.40889° пн. ш. 82.11333° зх. д. (31.408886, -82.113349).  За даними Бюро перепису населення США в 2010 році місто мало площу 8,49 км², з яких 8,20 км² — суходіл та 0,29 км² — водойми.

## Демографія
Згідно з переписом 2010 року, у місті мешкала 441 особа в 158 домогосподарствах у складі 124 родин. Густота населення становила 52 особи/км².  Було 189 помешкань (22/км²).
Расовий склад населення:
| - 77,6 % — білих - 11,3 % — чорних або афроамериканців - 0,7 % — азіатів - 0,2 % — корінних американців - 7,5 % — осіб інших рас |

До двох чи більше рас належало 2,7 %. Частка іспаномовних становила 9,8 % від усіх жителів.
За віковим діапазоном населення розподілялося таким чином: 28,1 % — особи молодші 18 років, 61,2 % — особи у віці 18—64 років, 10,7 % — особи у віці 65 років та старші. Медіана віку мешканця становила 37,9 року. На 100 осіб жіночої статі у місті припадало 98,6 чоловіків;  на 100 жінок у віці від 18 років та старших — 94,5 чоловіків також старших 18 років.
Середній дохід на одне домашнє господарство  становив 40 633 долари США (медіана — 37 083), а середній дохід на одну сім'ю — 42 577 доларів (медіана — 44 722). За межею бідності перебувало 25,1 % осіб, у тому числі 68,8 % дітей у віці до 18 років та 3,2 % осіб у віці 65 років та старших.
Цивільне працевлаштоване населення становило 214 особи. Основні галузі зайнятості: освіта, охорона здоров'я та соціальна допомога — 20,1 %, сільське господарство, лісництво, риболовля — 17,8 %, будівництво — 8,4 %, виробництво — 7,5 %.